# Marcela Cubillos
Cubillos  Sigall est un nom espagnol. Le premier nom de famille, en général paternel, est Cubillos ; le second, en général maternel, souvent omis, est Sigall.
Marcela Cubillos Sigall, née le 2 février 1967 à Viña del Mar, est une avocate, femme politique et chroniqueuse de télévision chilienne. 
Elle a été ministre de l'Éducation puis de l'Environnement entre 2018 et 2020, pendant le deuxième mandat de Sebastián Piñera. Auparavant, elle a été députée du district no 21 (Ñuñoa et Providencia), mandat qu'elle a occupé entre 2002 et 2010.
De 2002 à 2006, elle est militante de l'Union Démocrate Indépendante.
Actuellement Cubillos est chroniqueuse de l'émission matinale Bienvenidos de Canal 13.

## Biographie
Elle est la fille d'Hernán Cubillos Sallato, ministre des Affaires étrangères entre 1978 et 1980, et de Marcela Sigall Ortúzar.
Elle étudie au Collège Los Andes puis à La Maisonnette. Elle étudie ensuite le droit à l'Université catholique et obtient le diplôme d'avocate en 2007. À l'université elle est élève de Jaime Guzmán, fondateur du parti de l'Union démocrate indépendante (UDI), qui la pousse à rejoindre la section universitaire du parti. En 1988, elle apparaît dans la campagne du référendum, , et soutient l'option «Oui», qui a pour objectif le maintien de la dictature militaire chilienne.
Entre 1995 et 2001 elle exerce comme professeure de son alma máter, dans la chaire de droit constitutionnel, et en 2006 elle est à nouveau professeure, en droit.
Elle a été mariée avec José Antonio Silva, avec qui elle a eu trois fils : José Antonio, León et Baltazar. Depuis 2006 elle est en couple avec l'homme politique Andrés Allamand, avec qui elle se marie le 17 mars 2012, malgré le fait qu'elle ait voté contre la loi qui autorise le divorce en 2004.

## Carrière politique

### Députée (2002-2010)
Aux élections parlementaires de 2001, elle est élue députée UDI pour la Région Métropolitaine, pour la période législative 2002 à 2006, pour le district no 21, correspondant aux communes de Ñuñoa et Providencia. Pendant son mandat, elle fait partie des commissions parlementaires permanentes de Constitution, Législation et Justice ; Droits Humains, Nationalité et Citoyenneté ; et Éducation, Sports et Récréation.
Elle est réélue en décembre 2005 pour le même district, pour la période législative 2006 à 2010. Elle fait partie des commissions permanentes de l'éducation, des sports et des loisirs ; des ressources naturelles, des biens nationaux et de l'environnement ; et de la famille, ainsi que de la commission spéciale de la jeunesse.
Cubillos est absente de 66 % des séances de la commission de l'environnement. De plus, elle vote en mai  2009 contre la modification du décret avec force de loi no 340, sur les concessions maritimes, qui avait pour objectif d'établir l'obligation des concessionnaires de préserver l'environnement maritime et aquatique.
Pour les élections parlementaires de décembre 2009, elle décide de ne pas se représenter et devient porte-parole de la campagne présidentielle de Sebastián Piñera. Début 2010, quelques jours avant le second tour, elle démissionne charge et rejoint l'Université Mayor, où elle prend la tête du Centre d'Études et Analyses. Cette même année, elle écrit, avec Andrés Allamand, le livre La estrella y el arco iris (L'étoile et l'arc-en-ciel), sur la manière dont la Concertation a été battue après 20 ans de pouvoir.

### Ministre de Piñera (2018-2020)
Le 11 mars 2018, elle devient ministre de l'Environnement du Chili dans le cabinet du président Sebastián Piñera. Le 9 août de la même année, elle devient ministre de l'Éducation, en remplacement de Gerardo Varela.
Ouvertement nostalgique de la dictature militaire d'Augusto Pinochet, elle fait face en août 2019 à une « accusation constitutionnelle » (processus de destitution) présentée par l'opposition à la Chambre des députés. La destitution est finalement rejetée par 77 voix contre 73.
Début 2020, dans un contexte de manifestations contre le gouvernement, elle nie dans un entretien à la presse l'existence de violation des droits de l'homme par les forces de police et estime que « les institutions et l’État ont fonctionné ».
Le 16 janvier 2020, la ministre Cubillos obtient la cote de popularité la plus basse d'un ministre au Chili. Selon l'enquête CEP, Cubillos ne récolte que 8 % d'opinions positives, contre 67 % d'opinions négatives.
Elle démissionne le 28 février 2020 et son ancien sous-secrétaire, Raúl Figueroa Salas, lui succède. Cubillos annonce rejoindre la campagne pour le refus au changement de constitution.
En mai 2021, elle est élue membre de l'Assemblée constitutionnelle qui poursuit ses travaux entre juillet 2021 et juillet 2022.

## Historique électoral

### Élections parlementaires de 2001
- Élections parlementaires de 2001, députée pour le district 21 (Ñuñoa et Providencia), Région Métropolitaine[15]

| Candidat                       | Pacte                          | Parti | Votes  | %     | Résultat |
| ------------------------------ | ------------------------------ | ----- | ------ | ----- | -------- |
| Marcela Cubillos Sigall        | Alliance par le Chili          | UDI   | 61 584 | 37,01 | Députée  |
| Jorge Burgos Varela            | Concertation par la Démocratie | PDC   | 37 787 | 22,71 | Député   |
| Igor Garafulic Olivares        | Concertation par la Démocratie | PPD   | 28 046 | 16,86 |          |
| Cristián Monckeberg Bruner     | Alliance par le Chili          | RN    | 27 879 | 16,76 |          |
| Graciela Álvarez Rouges        | Parti Communiste               | PC    | 5702   | 3,43  |          |
| Claudio Alfonso Médine Briones | Parti Humanista                | PH    | 3503   | 2,11  |          |
| Jorge Palma Frappe             | Parti Communiste               | PC    | 1890   | 1,14  |          |

### Élections parlementaires de 2005
- Élections parlementaires de 2005, députée pour le district 21 (Ñuñoa et Providencia), Région Métropolitaine[16]

| Candidat                        | Pacte                      | Parti | Votes  | %     | Résultat |
| ------------------------------- | -------------------------- | ----- | ------ | ----- | -------- |
| Marcela Cubillos Sigall         | Alliance                   | UDI   | 51 749 | 29,02 | Députée  |
| Jorge Burgos Varela             | Concertation Démocratique  | PDC   | 48 683 | 27,30 | Député   |
| Juan Guillermo Vivado Portales  | Alliance                   | RN    | 34 782 | 19,51 |          |
| Patricia Silva Meléndez         | Concertation Démocratique  | PS    | 28 980 | 16,25 |          |
| Jaime Gajardo Falcón            | nous ensemble Pouvons Plus | PC    | 7595   | 4,26  |          |
| Juan Carlos Gálvez Galleguillos | nous ensemble Pouvons Plus | PH    | 6526   | 3,66  |          |